# Lavans-lès-Saint-Claude
Lavans-lès-Saint-Claude ist eine französische Gemeinde mit 2.342 Einwohnern (Stand 1. Januar 2022) im Département Jura in der Region Bourgogne-Franche-Comté. Sie gehört zum Arrondissement Saint-Claude und zum Kanton Coteaux du Lizon.
Sie entstand als Commune nouvelle mit Wirkung vom 1. Januar 2019 durch die Zusammenlegung der bisherigen gleichnamigen Commune nouvelle Lavans-lès-Saint-Claude mit der Gemeinde Pratz. Bereits mit Wirkung vom 1. Januar 2016 wurde die Gemeinde Ponthoux integriert. Alle drei ursprünglichen Gemeinden (Lavans-lès-Saint-Claude, Ponthoux und Pratz) haben in der neuen Gemeinde der Status einer Commune déléguée. Der Verwaltungssitz befindet sich im Ort Lavans-lès-Saint-Claude.

## Gliederung
| Ortsteil                                    | ehemaliger INSEE-Code | Fläche (km²) | Einwohnerzahl (2016) |
| ------------------------------------------- | --------------------- | ------------ | -------------------- |
| Lavans-lès-Saint-Claude (Verwaltungssitz)00 | 39286                 | 11,65        | 1867                 |
| Ponthoux                                    | 39438                 | 02,18        | 0071                 |
| Pratz                                       | 39440                 | 09,85        | 0560                 |

## Lage
Lavans-lès-Saint-Claude liegt etwa sieben Kilometer (Luftlinie) westlich der Stadt Saint-Claude und gehört zum Regionalen Naturpark Haut-Jura.
Nachbargemeinden sind: Coteaux du Lizon im Norden, Avignon-lès-Saint-Claude im Nordosten, Saint-Claude im Osten und Südosten, Chassal-Molinges im Süden, Vaux-lès-Saint-Claude im Südwesten, Jeurre im Westen und Villards-d’Héria im Nordwesten.